# مابل كادينا
مابل كادينا (مواليد 23 سبتمبر 1990) هي ممثلة مكسيكية، أشتهرت لدورها في الفيلم المكسيكي رقصة الـ 41   وبدور نامورا في الفيلم الأمريكي النمر الأسود: واكاندا للأبد.